# Музыкальная нотация
Музыка́льная нота́ция (лат. notatio, от лат. nota — знак) — система фиксации музыки с помощью письменных знаков (графем).

## Общая характеристика
В отличие от механических и электронных способов репродукции звучащего материала (на грампластинке, в аудиофайле, посредством графика звукового сигнала, его спектра и т. п.) нотация передаёт смысл специфически музыкальной логики, прежде всего, в том, что касается звуковысотности и ритма.
Например, нотная запись септаккорда и его обращений фиксирует «терцовую» логику аккорда независимо от того или иного музыкального строя. Знак альтерации, относящийся к диатонической ступени ладового звукоряда, может означать её хроматическую альтерацию в системе мажорно-минорной тональности, а в 12-тоновой музыке нововенской школы (композиционный принцип которой покоится на энгармонизме полутонов равномерно темперированной октавы) может нести функцию контекстно-безразличного «маркера высоты». Размер и тактовая черта показывают местоположение сильных и слабых долей, уровни ритмического деления и т. д., и наоборот — отсутствие этих знаков нотации имплицирует произвольность метроритмической транскрипции музыки и (в текстомузыкальной форме, например, в мелизматическом органуме и в многоголосном кондукте) артикуляции текста.
В европейской культуре нотация обеспечила сохранность и передачу профессиональной музыки — анонимной (главным образом, культовой) и авторской («композиторской», церковной и светской) — от поколения к поколению. Отсюда памятник нотации приобрёл статус первичного источника для исполнительских реализаций (интерпретаций) музыки и научных суждений о ней.
Детальная разметка динамических, темповых и пр. нюансов (например, в музыке И. Ф. Стравинского) выдаёт стремление композитора детерминировать интерпретацию смысла, запечатлённого на письме. И наоборот, «ненотирование» (в том числе, осознанное) или символическое нотирование элементов музыкальной речи (например, гармонии в basso continuo, ритма в неметризованной прелюдии) даёт простор для исполнительских интерпретаций и музыковедческих концепций. Так, отсутствие точной нотации темпов и мелизмов в музыке Возрождения и барокко послужило причиной существенного различия в её интерпретациях аутентистами (особенно радикальные интерпретации темпа приводят к изменению этоса музыки, а чрезмерное увлечение орнаментикой нивелирует рельеф мелодии как несущего конструктивного элемента гомофонной музыки). Непоследовательное нотирование встречных (musica falsa) и системных знаков альтерации в многоголосной музыке Средних веков и раннего Возрождения породило противоречивые музыковедческие трактовки старинной гармонии (вплоть до утверждения полимодальности); специфическая расстановка ключей («ключевание») в вокальной музыке XVI—XVII вв. вызвала к жизни концепцию «многоголосных» амбитусов, и т. д.
В качестве «физических» носителей нотированной музыки на разных этапах истории выступали камень, папирус, пергамент, бумага, файл (для нотации посредством программного кода) и др.

## Типы музыкальной нотации
Исторически наиболее важные типы нотации:
- буквенная (графемы на основе греческого, позже латинского алфавита);
- невменная (мнемоническая, без точного обозначения звуковысот, но указывающая на агогику, динамику и другие исполнительские нюансы; использовалась главным образом для записи вокального одноголосия в католическом и православном обиходе; в древнерусском богослужении — «крюки» знаменного распева; в средневековой Армении — хазы);
- линейная (в том числе квадратная и готическая, точно фиксирующие высоту). Особенно значима историческая форма линейной нотации — мензуральная, фиксирующая и высоту и ритм, преимущественно для записи многоголосия в средневековой и ренессансной музыке Европы. Иногда в качестве отдельной системы нотации выделяют модальную нотацию XII—XIII веков, которая является предформой мензуральной. Наибольшее распространение в профессиональной музыке и в элементарном музыкальном образовании получила пятилинейная круглая тактовая нотация, установившаяся в Европе в XVII—XVIII веках;
- табулатура (сокращённая запись для струнных щипковых, старинных клавишных инструментов, для органа);
- смешанная — дасийная (буквенно-линейная, в ней в IX веке зафиксированы первые образцы европейского профессионального многоголосия), генерал-бас эпохи барокко и отчасти XVIII века (например, в дидактической практике партиментов), невменно-линейная (с расположением невм на линейках и между линейками, её теоретическую кодификацию приписывают Гвидо Аретинскому), джазовая XX века (сочетает буквенно-цифровую и линейную запись) и др.;
- компьютерная (многие попытки унификации начиная с 1970-х годов; ныне крупнейшими разработчиками программного обеспечения за основу принят формат MusicXML[англ.]
- экспериментальная; этим условным обозначением охватываются различные неунифицированные формы письменной фиксации музыки, применявшиеся в сочинениях композиторов-новаторов XX—XXI веков (например, различные способы нотации микрохроматики).

## Исторический очерк

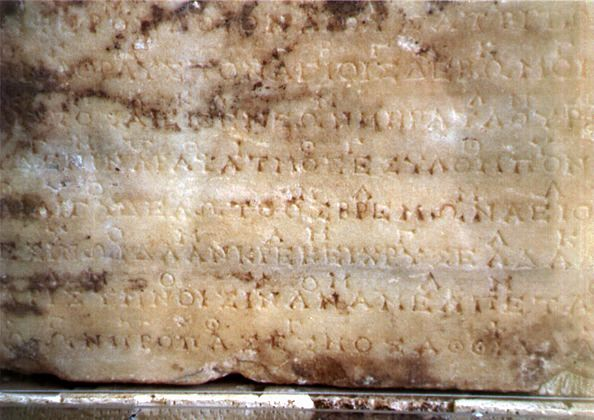
Гимн Аполлону, записанный в системе буквенной вокальной нотации (128—127 до н. э.). Дельфийский археологический музей, Греция.

О древнейших нотациях доподлинно ничего не известно. Предполагается, что в древнем Вавилоне использовали слоговую запись, в Древнем Египте — пиктографическую.
Первые достоверные памятники музыкальной нотации дошли до нас из Древней Греции — по типу они представляют собой образцы буквенной нотации. Сохранилось более 60 памятников древнегреческой нотации, на разных носителях (древнейшие — на папирусе и на камне), в том числе два фрагмента из «Ореста» и «Ифигении в Авлиде» Еврипида (III в. до н. э., папирус) и пеаны (гимны Аполлону) из афинского святилища в Дельфах (фрагмент см. на иллюстрации). Наиболее известны те пьесы, что сохранились целиком — эпитафия (сколий) Сейкила (II в. н. э., музыка и стихи выбиты на мраморной надгробной колонне, Траллы) и три гимна Мезомеда (II в. н. э., средневековые копии в пергаментных рукописях XIII—XIV вв.).
Теория древнегреческой нотации сохранилась только в позднейших (позднеантичных и византийских) описаниях (Алипий, Гауденций, Боэций, Анонимы Беллермана и др.), поскольку в Древней Греции описание нотной записи считалось делом недостойным «гармоника» (то есть учёного музыканта). Основатель европейской музыкальной науки Аристоксен в «Элементах гармоники» (IV в. до н. э.) писал:

 Что касается целей исследования, называемого гармоникой, некоторые утверждают, что нотация (τὸ παρασημαίνεσθαι) мелодий есть предел постижения всей мелодики (μελῳδουμένων), другие [под этими целями разумеют] изучение авлосов и ответ на вопрос, каким образом и откуда возникают порождаемые авлосом звуки (αὐλομένων). Такое может говорить лишь тот, кто впал в окончательное заблуждение. Дело в том, что нотация — не только не цель гармоники, но даже не её часть, если только не [считать частью] метрики запись каждого из метров: как здесь вовсе не обязательно умеющему записать ямбический метр еще и отлично знать, что́ есть ямбическое, так же и с мелодикой, поскольку записавшему фригийскую мелодию не обязательно отлично знать, что́ есть фригийская мелодия. Ясно, что нотация никак не может быть целью вышеупомянутой науки [гармоники].— Aristox. Harm. II, 49
Судя по свидетельству Боэция («Основы музыки», ок. 500 г.), к концу античности нотация вошла в круг занятий музыканта и с тех пор стала в Европе одной из регулярных тем как научных трактатов, так и учебников музыки:

Название каждой ноты (notulae) можно усвоить очень легко. Дело в том, что древние для скорописи, чтобы всякий раз не выписывать имена [струн] целиком, придумали некие значки (notulas), которыми обозначались названия струн, и распределили их по родам и ладам. Сокращая таким образом запись, они стремились еще и к тому, чтобы музыкант (musicus), если он захочет записать какую-нибудь мелодию, <…> мог бы записать её как раз этими «звуковысотными» значками (sonorum notulas). Вот какой удивительный путь они нашли, чтобы не только слова песен, запечатленные буквами, но даже и мелодия, обозначенная такими вот нотами, остались в памяти и сохранились на будущие времена.— Boet. Mus. IV, 3

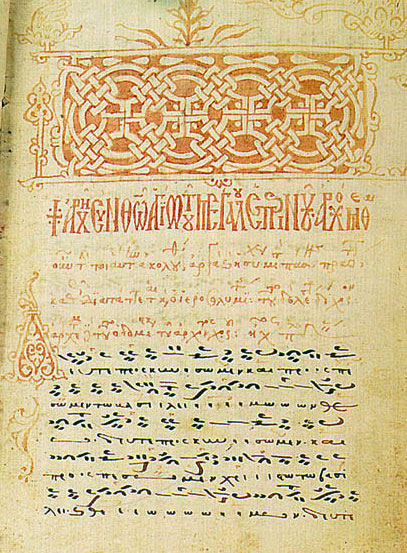
Музыкальная рукопись 1433 года (монастырь Пантократор). Образец византийской невменной нотации

Классическая (пятилинейная круглая тактовая) нотация — следствие длительной эволюции музыкальной нотации в Европе. Профессиональное литургическое одноголосие записывалось невмами (древнейшие сохранившиеся памятники относятся к IX веку), которые не указывали точной высоты и продолжительности звуков, а только примерный план направления мелодии. Невмы имели свои особенности в разных регионах. В древней Руси разновидностью невменной нотации была крюковая нотация.
К началу XI века невмы стали записывать на (горизонтальных) линейках и между ними. Введение двух таких линеек — красной и жёлтой — традиционно приписывают итальянскому учёному первой половины XI века Гвидо Аретинскому. «Линейные» модификации невменной нотации позволяли достаточно точно регистрировать высоту звука, но по-прежнему не определяли ритмических длительностей (ритм григорианского хорала регулировался просодией). К XIII веку количество линеек стабилизировалось, и с тех пор ноты такого типа стали записываться на четырёхлинейном нотоносце. По графике невменно-линейные памятники подразделяют на два вида: квадратный («римский») и «подковообразный», готический («немецкий»).

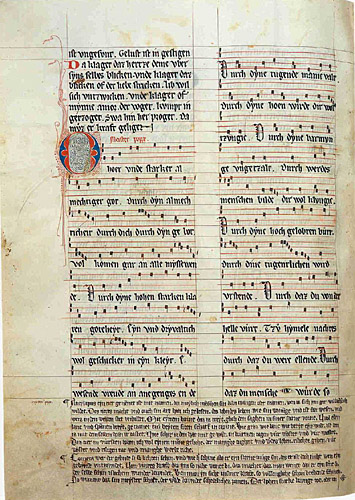
Образец римской квадратной нотации (Йенский песенник, ок. 1330 года)

В конце XII века на основе графики квадратной нотации развилась первая в истории ритмическая, так называемая модальная (от лат. modus мера), нотация. Её расцвет связывают с периодом Арс антиква в парижской Школе Нотр-Дам. Длительности всех соседних уровней ритмического деления в модальной ритмике подлежали принципу деления на три, или перфекции (perfectio). Большая длительность именовалась longa, короткая — brevis. Модальная запись предусматривала (в наиболее распространённом варианте) 6 ритмоформул, составленных по образцу древнегреческих метрических стоп.
Модальную нотацию сменила мензуральная нотация, которая широко использовалась с XIV до начала XVII веков. Мензуральная нотация не только точно определяла звуковысотные интервалы, но также и ритмические длительности. Постепенно увеличивалось и количество символов для обозначения длительностей нот и пауз: около 1280 г. зарегистрировано первое в теории упоминание семибревиса (semibrevis), а затем и более мелких длительностей (например, у Пьера де ла Круа). До 1450 года использовалась так называемая «черная нотация» (головки нот окрашивались в черный цвет). Со второй половины XV века её постепенно вытеснила так называемая «белая нотация» (головки нот большой длительности не закрашивались). Белая нотация насчитывала до восьми уровней (кратного) ритмического деления — maxima, longa, brevis, semibrevis, minima, semiminima, fusa или chroma, semifusa или semichroma.
Классический вид музыкальная нотация приобрела в XVII—XVIII веках, хотя значение некоторых знаков (например, точки после ноты) в старых партитурах создаёт определённые сложности для прочтения музыки современными исполнителями. Классическая нотация и по сей день является нормативной в системе академического музыкального образования. В общих чертах, она описывается уже на начальной стадии такого образования (в учебниках элементарной теории музыки). В середине XIX века Луи Брайль, который был талантливым музыкантом и преподавал музыку незрячим и слабовидящим людям, на основе принципов, положенных в основу его шрифта, разработал шрифт для записи нот.
Во второй половине XX века композиторы-новаторы стали использовать специфические (зачастую уникальные) формы записи для фиксации в нотах особых эффектов звучания — звуковых масс, вибрато, микроинтервалов, «дестабилизации» звуковысотности и мн. др.

## Публикации источников
- Documents of Ancient Greek Music. The extant melodies and fragments edited and transcribed with commentaries by Egert Pöhlmann and Martin L. West. — Oxford : Clarendon Press, 2001. — 222 p., ill. — ISBN 978-0-19-815223-1

### Монографии и энциклопедические справки
- Riemann H. Studien zur Geschichte der Notenschrift. — Leipzig, 1878.
- Riemann H. Die Entwickelung unserer Notenschrift. — Leipzig, 1881.
- Смоленский С. О древнерусских певческих нотациях: Историко-палеографический очерк // Памятники древней письменности и искусства. — СПб., 1901.
- Parrish C. The notation of medieval music. — N. Y., 1957
- Apel W. The notation of polyphonic music, 900—1600. — Cambridge, Mass., 1942 (нем., исправл. изд. Leipzig, 1962).
- Шамина З. И., Клевезаль Г. П. Запись нот по системе Брайля — Москва: Учпедгиз, 1962. — 68 с.
- Ross T. The Art of Music Engraving and Processing. — Miami, 1970.
- Stäblein B. Schriftbild der einstimmigen Musik // Musikgeschichte in Bildern. — Bd. III, Lfg. 4. — Leipzig, 1975.
- Stone K. Music Notation in the Twentieth Century. — New York, 1980
- Besseler H., Gülke P. Schriftbild der mehrstimmigen Musik // Musikgeschichte in Bildern. — Bd. III, Lfg. 5. — Leipzig, 1981.
- Rastall R. The Notation of Western Music. — London, 1983; rev. 2nd ed., 1998.
- Барсова И. А. Очерки по истории партитурной нотации. — Москва : МГК, 1997.
- Дубинец Е. А. Знаки звуков. О современной музыкальной нотации. — Киев, 1999. (Систематический обзор современных форм музыкальной нотации)
- Phillips N. Notationen und Notationslehren von Boethius bis zum 12. Jahrhundert // Die Lehre vom einstimmigen liturgischen Gesang. Darmstadt: Wissenschaftliche Buchgesellschaft, 2000, SS. 293–624 (= Geschichte der Musiktheorie, 4). ISBN 3-534-01204-6.
- Поспелова Р. Л. Западная нотация XI—XIV веков. Основные реформы (на материале трактатов). — М., 2003
- Алексеева Г. В. Византийско-русская певческая палеография. — СПб. : Дмитрий Буланин, 2007. — 368 с. — ISBN 5-86007-540-5.
- Gould E. Behind Bars. — London: Faber Music, 2011. — 676 p. — ISBN 978-0-571-51456-4.
- Лебедев С. Н., Трубинов П. Ю. Нотация // Большая российская энциклопедия. — Т. 23. — Москва, 2013. — С. 353—355.
- Лебедев С. Н., Трубинов П. Ю. Нотация // Православная энциклопедия. — Т. 52. — Москва, 2018. — С. 119-123.

### Статьи по отдельным проблемам музыкальной нотации
- Петров В. О. Нотация Джона Кейджа: уровни исполнительской свободы // Актуальные проблемы музыкально-исполнительского искусства: История и современность. — Вып. 6: Материалы Всероссийской научно-практической конференции, Казань, 3 апреля 2013 года / Сост. В. И. Яковлев; Казан. гос. консерватория. — Казань, 2014. — С. 100—106.
- Петров В. О. О графической нотации в музыкальной композиции XX века // Традиции и новаторство в культуре и искусстве: связь времен: Сборник статей по материалам IV Всероссийской научно-практической конференции 21—22 марта 2016 года / Гл. ред. — Л. В. Саввина, ред.-сост. — В. О. Петров. — Астрахань: Издательство ГАОУ АО ДПО «Институт развития образования», 2016. — С. 22—27.